# Nectriopsis septofusidiae
Nectriopsis septofusidiae är en svampart som beskrevs av Samuels 1988. Nectriopsis septofusidiae ingår i släktet Nectriopsis och familjen Bionectriaceae.   Inga underarter finns listade i Catalogue of Life.